# 蹇碩
蹇 碩（けん せき、? - 光熹元年（189年））は、中国後漢末期の宦官。中常侍。

## 生涯
霊帝に寵愛された。西園八校尉が置かれた時、宦官ながら身体壮健という事で上軍校尉に任ぜられ、その筆頭として近衛軍を統括した。黄門であった蹇碩は、霊帝が劉弁（少帝）の軽はずみな性格を忌んで、王美人との間に生まれた劉協（献帝）を立てようと考えていたため、その補佐を遺嘱されていた。霊帝の死後、蹇碩はそれに応えて劉協を立てようと、邪魔になる何進の誅殺を謀ったが、逆に何進の手にかかり殺されてしまった。また、かつて曹操が洛陽の北部尉をしていた頃、蹇碩の叔父が禁令を犯して夜間外出をしたため、曹操に捕らえられて棒で殴り殺された事があった。

## 三国志演義
小説『三国志演義』を題材とした作品では、しばしば十常侍の筆頭のように描かれている。